# Lucerna
Lucerna (vija, lat. Medicago), biljni rod od 89 priznatih vrsta (bez hibrida) jednogodišnjeg raslinja, trajnica i vazdazelenih grmova iz porodice mahunarki, dio tribusa Trigonelleae, potporodica Papilionoideae.
Rod je raširen po Euroaziji i Africi, a neke vrste uveyene su i u obje Amerike, i Australiju

## Vrste
1. Medicago arabica (L.) Huds.
2. Medicago arborea L.
3. Medicago archiducis-nicolai Širj.
4. Medicago arenicola (Hub.-Mor.) E.Small
5. Medicago astroites (Fisch. & C.A.Mey.) Trautv.
6. Medicago bonarotiana Arcang.
7. Medicago cancellata M.Bieb.
8. Medicago carica (Hub.-Mor.) E.Small
9. Medicago carstiensis Wulfen
10. Medicago ciliaris (L.) All.
11. Medicago citrina (Font Quer) Greuter
12. Medicago constricta Durieu
13. Medicago coronata (L.) Bartal.
14. Medicago crassipes (Boiss.) E.Small
15. Medicago cretacea M.Bieb.
16. Medicago daghestanica Rupr. ex Boiss.
17. Medicago disciformis DC.
18. Medicago doliata Carmign.
19. Medicago edgeworthii Širj.
20. Medicago falcata L.
21. Medicago fischeriana (Ser.) Trautv.
22. Medicago globosa C.Presl
23. Medicago granadensis Willd.
24. Medicago halophila (Boiss.) E.Small
25. Medicago heldreichii E.Small
26. Medicago heyniana Greuter
27. Medicago huberi E.Small
28. Medicago hybrida (Pourr.) Trautv.
29. Medicago hypogaea E.Small
30. Medicago ignatzii K.A.Lesins & I.Lesins; nom. nov.
31. Medicago intertexta (L.) Mill.
32. Medicago isthmocarpa (Boiss. & Balansa) E.Small
33. Medicago italica (Mill.) E.H.L.Krause
34. Medicago laciniata (L.) Mill.
35. Medicago lanigera C.Winkl. & B.Fedtsch.
36. Medicago laxispira Heyn
37. Medicago lessingii Fisch. & C.A.Mey. ex Kar.
38. Medicago littoralis Rohde ex Loisel.
39. Medicago lupulina L.
40. Medicago makranica Heyn
41. Medicago marina L.
42. Medicago minima (L.) Bartal.
43. Medicago monantha (C.A.Mey.) Trautv.
44. Medicago monspeliaca (L.) Trautv.
45. Medicago murex Willd.
46. Medicago muricoleptis Tineo
47. Medicago noeana Boiss.
48. Medicago orbicularis (L.) Bartal.
49. Medicago orthoceras (Kar. & Kir.) Trautv.
50. Medicago pamphylica (Hub.-Mor. & Širj.) E.Small
51. Medicago papillosa Boiss.
52. Medicago persica (Boiss.) E.Small
53. Medicago phrygia (Boiss. & Balansa) E.Small
54. Medicago pironae Vis.
55. Medicago platycarpos (L.) Trautv.
56. Medicago polyceratia (L.) Sauvages ex Trautv.
57. Medicago polymorpha L.
58. Medicago praecox DC.
59. Medicago prostrata Jacq.
60. Medicago radiata L.
61. Medicago retrorsa (Boiss.) E.Small
62. Medicago rhodopea Velen.
63. Medicago rhytidiocarpa (Boiss. & Balansa) E.Small
64. Medicago rigida (Boiss. & Balansa) E.Small
65. Medicago rigidula (L.) All.
66. Medicago rigiduloides E.Small
67. Medicago rostrata (Boiss. & Balansa) E.Small
68. Medicago rotata Boiss.
69. Medicago rugosa Desr.
70. Medicago rupestris M.Bieb.
71. Medicago ruthenica (L.) Trautv.
72. Medicago sativa L.
73. Medicago sauvagei Nègre
74. Medicago saxatilis M.Bieb.
75. Medicago scutellata (L.) Mill.
76. Medicago secundiflora Durieu
77. Medicago shepardii Post ex Boiss.
78. Medicago sinskiae Uljanova
79. Medicago soleirolii Duby
80. Medicago suffruticosa Ramond ex DC.
81. Medicago syriaca E.Small
82. Medicago tenoreana Ser.
83. Medicago tetraprostrata J.S.Erikss. & B.E.Pfeil
84. Medicago truncatula Gaertn.
85. Medicago turbinata (L.) All.
86. Medicago ×blancheana Boiss.
87. Medicago ×canariensis Benth.
88. Medicago ×casellasii P.Monts.
89. Medicago ×mixta Sennholz
90. Medicago ×sabulensis H.Lév.
91. Medicago ×varia Martyn